# Pointe de la Gay
La pointe de la Gay est un sommet de Haute-Savoie situé dans le massif du Chablais, à cheval sur les communes de Bellevaux et Seytroux.